# Nia Coffey
Nia Coffey (Saint Paul, 11 giugno 1995) è una cestista statunitense, professionista nella WNBA.
È la figlia di Richard Coffey e la sorella di Amir Coffey.

## Carriera
È stata selezionata dalle San Antonio Stars al primo giro del Draft WNBA 2017 con la 5ª chiamata assoluta.